# Claudia Goldin
Claudia Dale Goldin (sinh ngày 14 tháng 5 năm 1946) là một nhà sử học kinh tế, nhà kinh tế học lao động người Mỹ và là Giáo sư Henry Lee về Kinh tế tại Đại học Harvard. Vào tháng 10 năm 2023, bà đã được trao giải Sveriges Riksbank về Khoa học Kinh tế trong Ký ức của Alfred Nobel (Giải Nobel) "vì đã nâng cao sự hiểu biết của chúng tôi về kết quả của phụ nữ trên thị trường lao động". Bà là người phụ nữ thứ ba giành được giải thưởng này và là người phụ nữ đầu tiên giành được giải thưởng này một mình.

## Tác phẩm chọn lọc
- Goldin, Claudia Dale. Understanding the Gender Gap: An Economic History of American Women. New York: Oxford University Press, 1990, ISBN 978-0-19-505077-6.
- Goldin, Claudia Dale et al. Strategic Factors in Nineteenth Century American Economic History: A Volume to Honor Robert W. Fogel. Chicago: University of Chicago Press, 1992, ISBN 978-0-226-30112-9.
- Goldin, Claudia Dale and Gary D. Libecap. Regulated Economy: A Historical Approach to Political Economy. Chicago: University of Chicago Press, 1994, ISBN 978-0-226-30110-5.
- Bordo, Michael D., Claudia Dale Goldin, and Eugene Nelson White. The Defining Moment: The Great Depression and the American Economy in the Twentieth Century. Chicago: University of Chicago Press, 1998, ISBN 978-0-226-06589-2.
- Glaeser, Edward L. and Claudia Dale Goldin. Corruption and Reform: Lessons from America's History. Chicago: University of Chicago Press, 2006, ISBN 978-0-226-29957-0.
- Goldin, Claudia Dale and Lawrence F. Katz. The Race Between Education and Technology. Cambridge, Mass.: Belknap Press of Harvard University Press, 2008, ISBN 978-0-674-02867-8.
- Goldin, Claudia and Alsan, M. "Watersheds in Child Mortality: The Role of Effective Water and Sewerage Infrastructure, 1880 to 1920", Journal of Political Economy 127(2, 2018), pp. 586–638
- Goldin, Claudia and Lawrence F. Katz. Women Working Longer: Increased Employment at Older Ages. Chicago: University of Chicago Press, 2018. ISBN 978-0-226-53250-9
- Goldin, Claudia. Career & Family: Women's Century-Long Journey toward Equity. Princeton, NJ. Princeton University Press, 2021. ISBN 978-0-691-20178-8
- "A Grand Gender Convergence: Its Last Chapter," American Economic Review 104 (April 2014), pp. 1091–119.